# Mary Wurm
Mary J. A. Wurm (Southampton, Regne Unit, 18 de maig de 1860 – Múnic, Alemanya, 21 de gener de 1938) fou una pianista i compositora anglesa

## Vida i carrera professional
Mary Wurm va néixer a Anglaterra, germana de les també músiques Alice Verne-Bredt, Mathilde Verne i Adela Verne. Mary va viure a Stuttgart de petita, però després va tornar a Londres. Va estudiar piano amb Clara Schumann i composició amb Charles Villiers Stanford. Va ser una notable pianista i el 1898 va fundar i dirigir una orquestra femenina a Berlín. Va ser la primera dona en dirigir la prestigiosa Orquestra Filharmònica de Berlín, el 5 de novembre de 1887.
El 1914, Verne va publicar una col·lecció d'exercicis per a utilitzar com a material docent a l'escola d'Elisabeth Caland de Hannover.

## Obres
Entre les seves composicions destaquen: 
- Mag auch heiss das Scheiden brennen
- Christkindleins Wiegenlied aus des Knaben Wunderhorn (text: Des Knaben Wunderhorn)
- Wiegenlied im Sommer (text: Robert Reinick)